# Malcolm Reed
Porucznik Malcolm Reed – fikcyjna postać, bohater serialu Star Trek: Enterprise. Pełni on tam rolę Oficera Uzbrojenia na statku kosmicznym USS Enterprise, grany przez Dominic Keating.

## Życiorys

### Dzieciństwo
Malcolm urodził się 2 września 2117 roku, jego rodzicami byli Stuart i Mary Reed. Malcolm ma też siostrę Madeline.
Pradziadek Reeda był także Oficerem Uzbrojenia, tylko że nie w Gwiezdnej Flocie, ale Royal Navy, na Ziemi. Jednak zmarł, gdy jego okręt uderzył w górę lodową. Malcolm darzył pradziadka wielkim uznaniem. Oprócz niego miał w rodzinie także kilka osób – weteranów Brytyjskiej Marynarki Wojennej.